# Antigonos (Historiker)
Antigonos (altgriechisch Ἀντίγονος) war ein im 3. Jahrhundert v. Chr. lebender griechischer Historiker.
Aus welcher Region Antigonos stammte, ist unbekannt. Er verfasste nach dem griechisch-sizilischen Historiker Timaios von Tauromenion und vor Polybios ein verschollenes Werk über die antike Geschichte Italiens. Somit dürfte er neben Timaios zu den frühesten griechischen Historikern gehören, die im Rahmen ihrer Geschichtsdarstellung auch über das  Römische Reich referierten.

## Edition der Fragmente
- Karl Müller (Hrsg.): Fragmenta historicorum Graecorum (FHG), Bd. 4 (1851), S. 305.